# Королевский музей изящных искусств (Антверпен)
Королевский музей изящных искусств (нидерл. Koninklijk Museum voor Schone Kunsten) — открытый в 1810 году художественный музей в Антверпене, один из самых богатых в Бельгии.

## История
Здание на площади Леопольда, в котором разместился музей, было построено в 1884—1890 гг. Экспозиция музея отражает развитие искусства в Антверпене прежде всего в XVI и XVII вв., когда Антверпен был одним из важнейших культурных центров Европы. В октябре 2010 постоянная экспозиция была закрыта. В мае 2011 начата масштабная реконструкция. Вновь открылся для публики в сентябре 2022 года.

## Коллекция
Первоначальное ядро коллекции составило собрание местной Гильдии святого Луки. В 1840 году бывший мэр Антверпена Флоран ван Эртборн подарил городу 141 картину, включая полотна Яна ван Эйка, Рогира ван дер Вейдена, Антонелло да Мессины, Ганса Мемлинга, Жана Фуке, Симоне Мартини и др. Затем на протяжении всего XIX века коллекция обогащалась работами современных мастеров. В настоящее время собрание Королевского музея насчитывает более 7000 произведений искусства. 

## Галерея

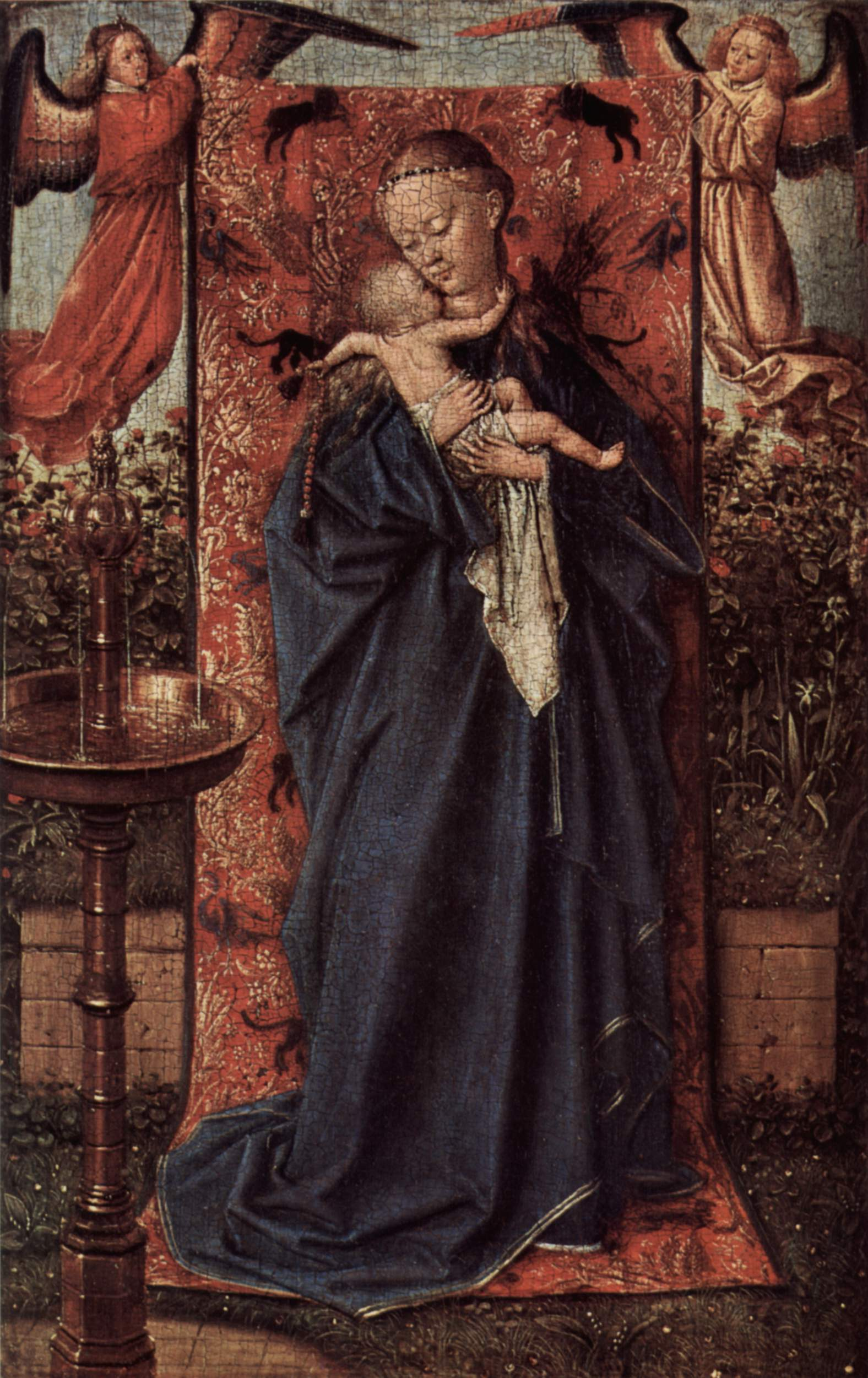
Ян ван Эйк. Дева Мария у источника
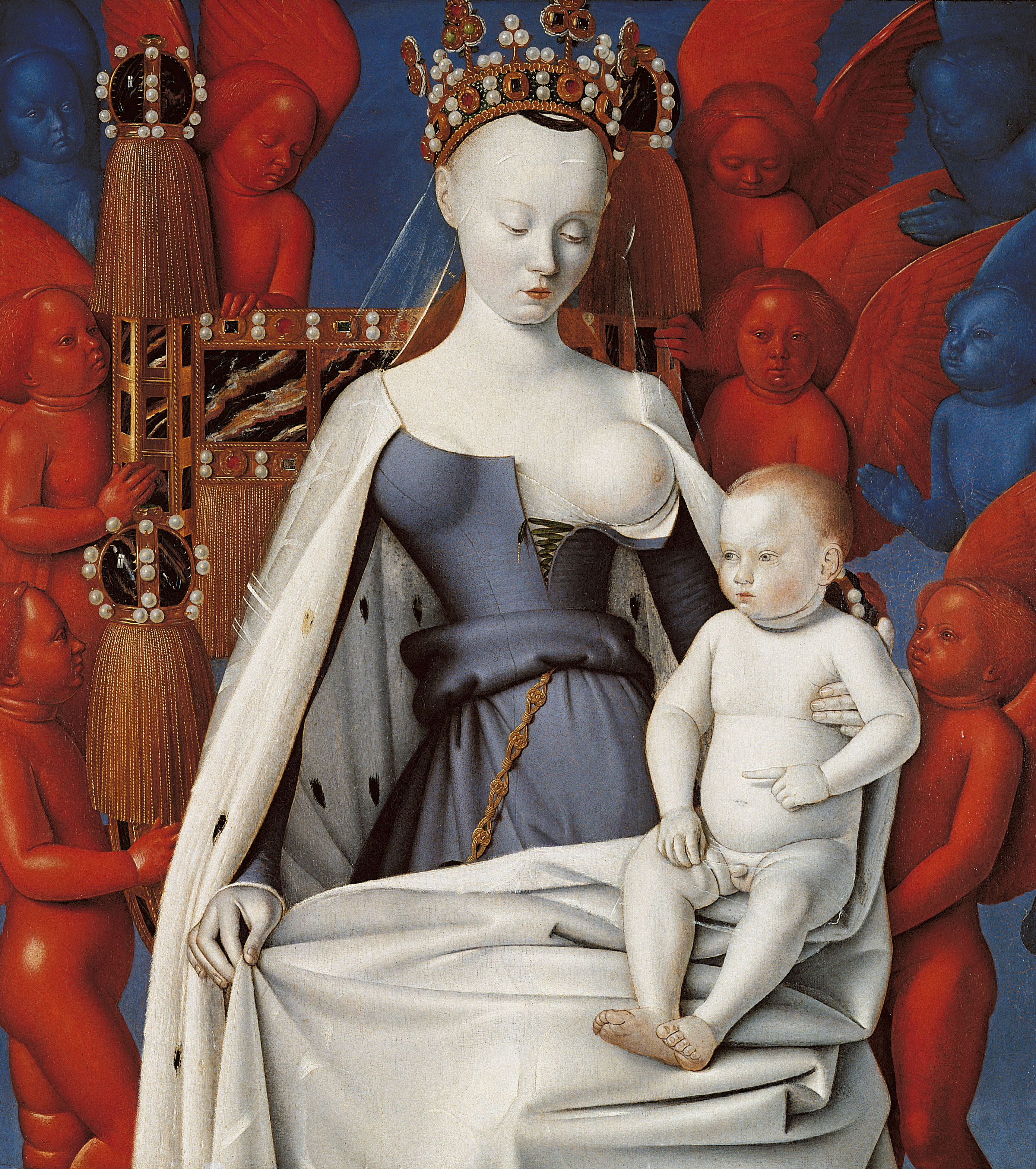
Жан Фуке. Богоматерь с младенцем
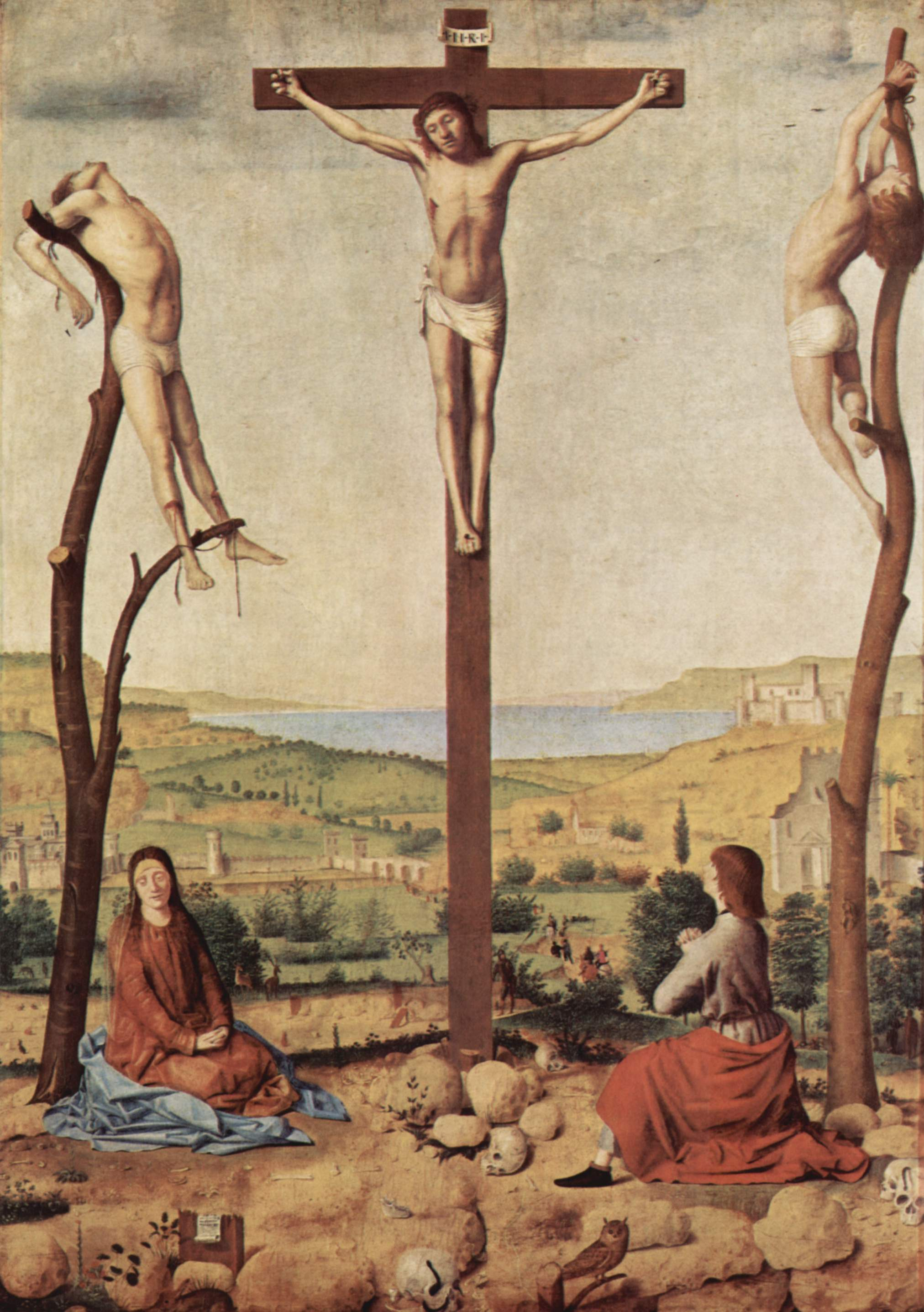
Антонелло де Мессина. Распятие с Марией и Иоанном
Ханс Мемлинг. Бог Отец с поющими и музицирующими ангелами
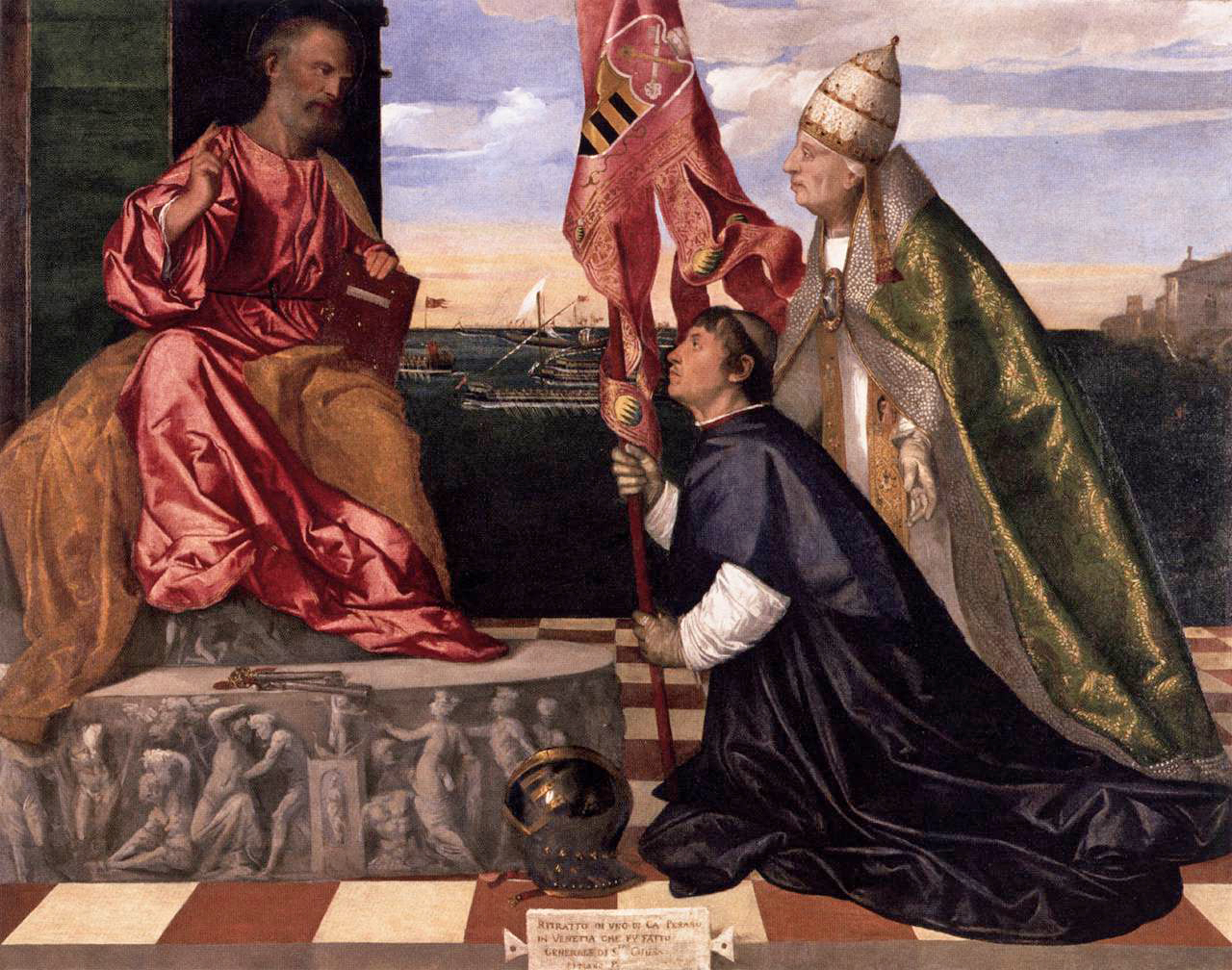
Тициан. Папа Александр VI представляет Якопо Пезаро святому Петру
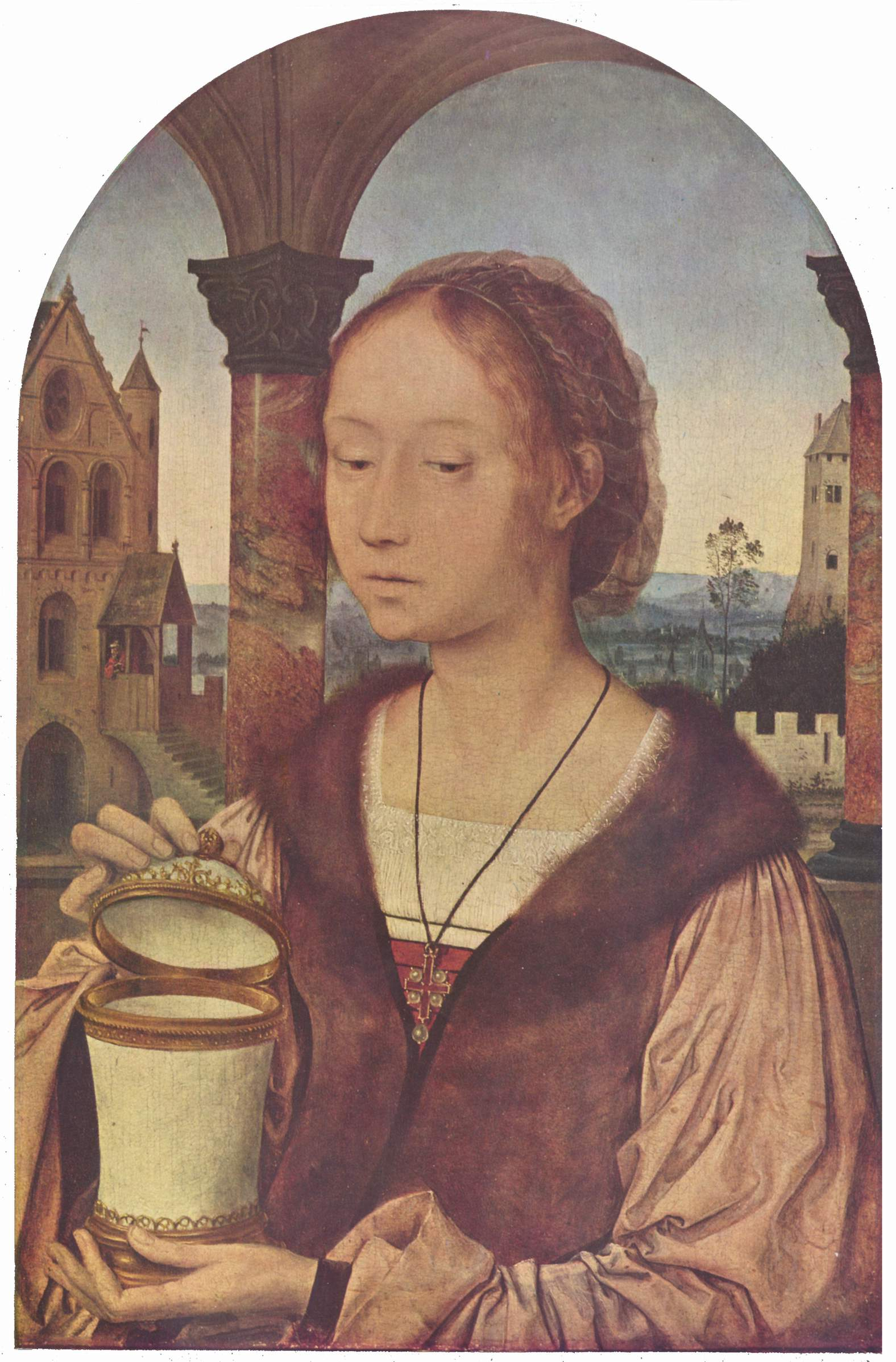
Квентин Массейс. Св. Магдалена
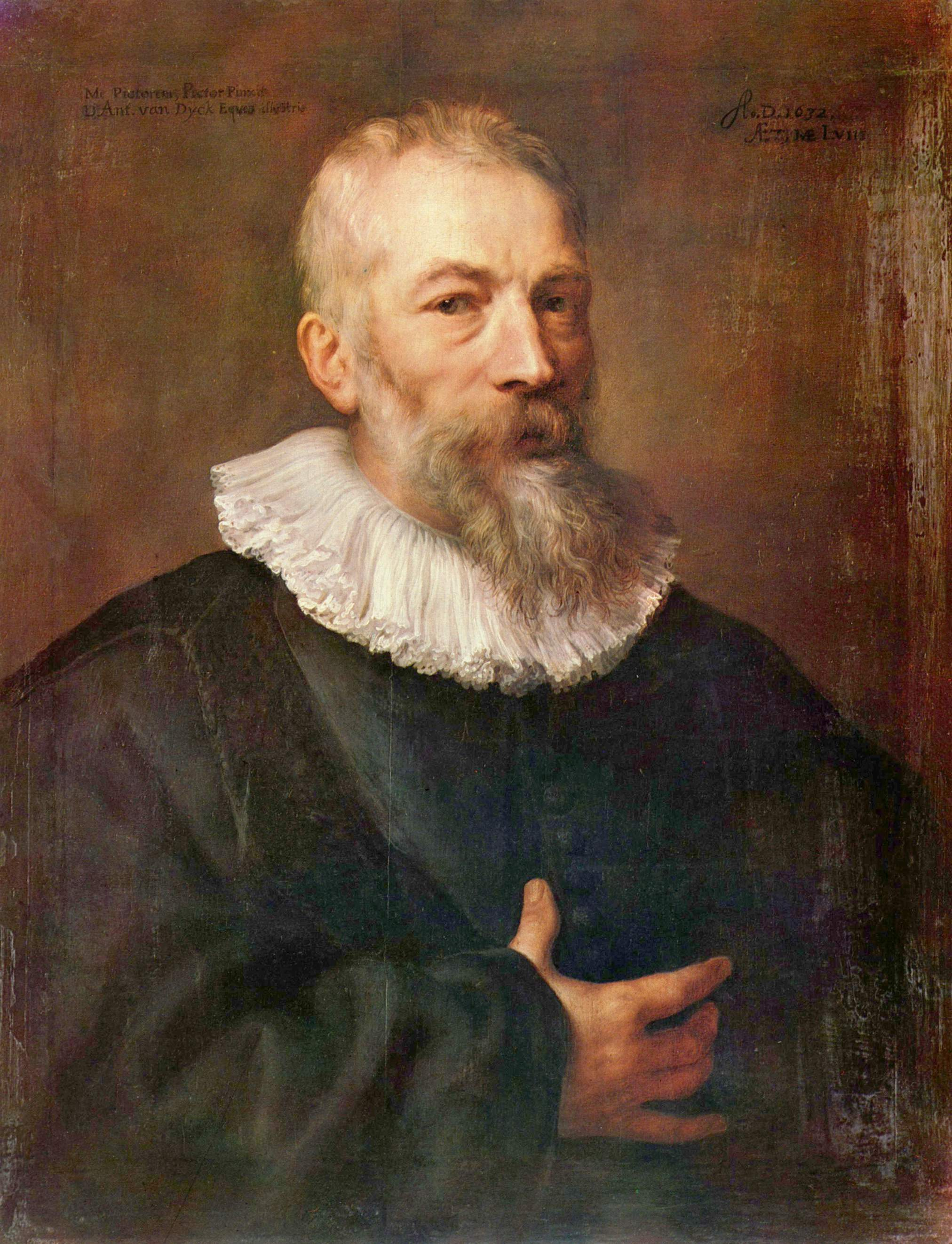
Антонис Ван Дейк. Портрет художника Мартена Пепина
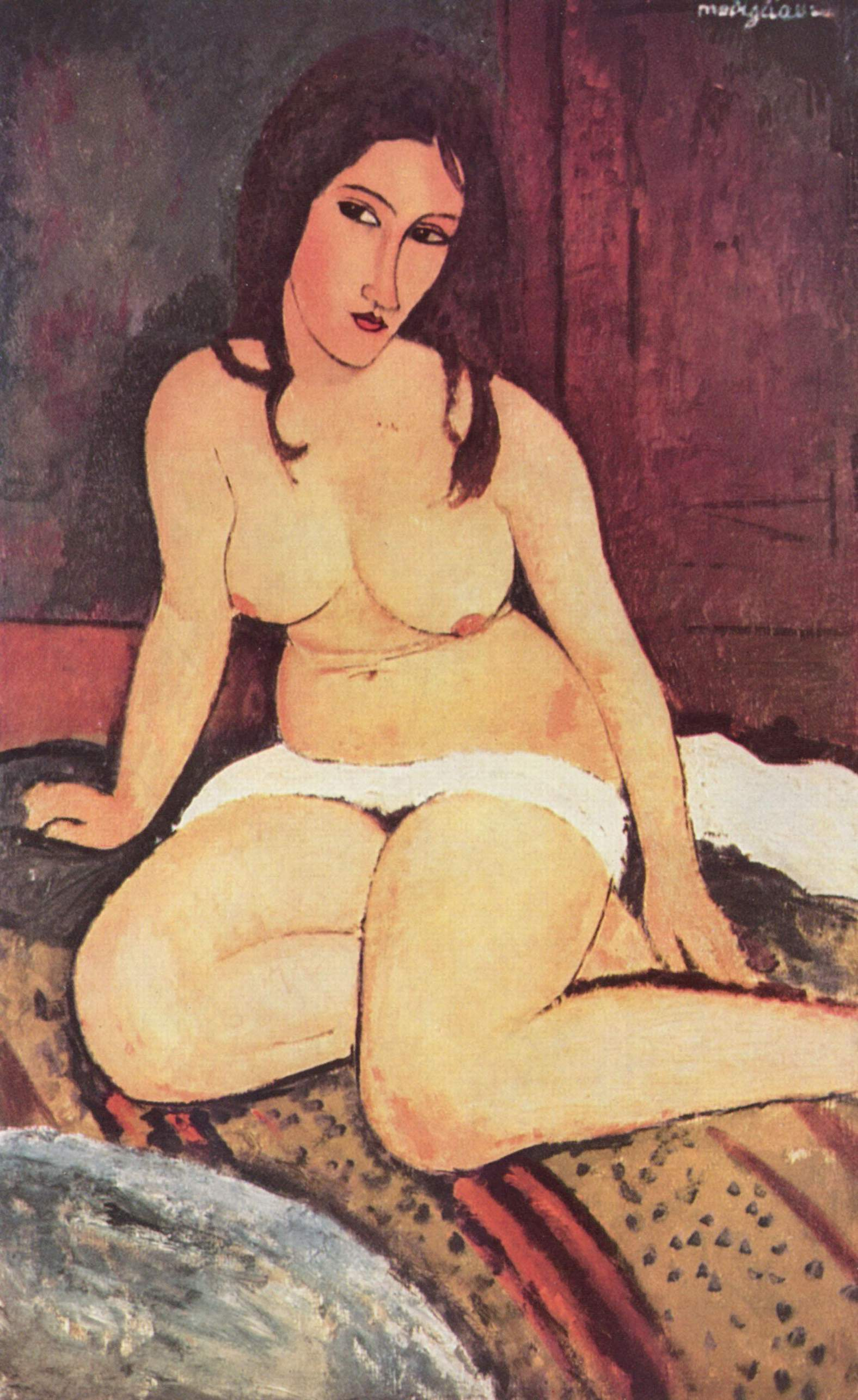
Амадео Модильяни. Сидящая ню